# Ernst Henning

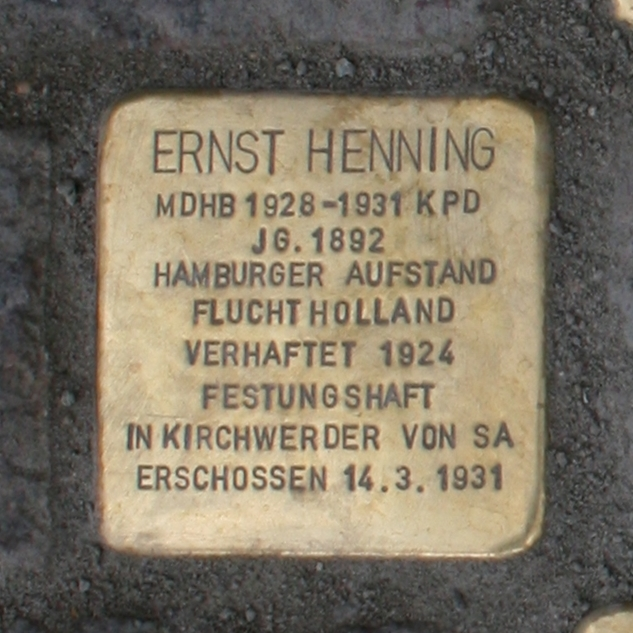
Stolperstein für Ernst Henning neben dem Eingang des Hamburger Rathauses

Ernst Robert Henning (* 12. Oktober 1892 in Magdeburg; † 14. März 1931 in Hamburg) war ein deutscher Politiker der KPD in der Weimarer Republik und Mitglied der Hamburgischen Bürgerschaft, der von Angehörigen der SA ermordet wurde.

## Leben
Der aus Magdeburg stammende Henning absolvierte eine Lehre als Former und arbeitete anschließend in mehreren Gießereien. Er trat früh dem Deutschen Metallarbeiter-Verband und der SPD bei. Im Ersten Weltkrieg Soldat, ließ er sich 1918 in Hamburg-Bergedorf nieder, war Mitglied des dortigen Arbeiter- und Soldatenrats und trat zur USPD über. Mit dem linken USPD-Flügel schloss er sich als überzeugter Kriegsgegner Ende 1920 mit der KPD zusammen, 1921 wurde er Vorsitzender der Bergedorfer KPD, nahm am Hamburger Aufstand teil und musste nach dessen Scheitern in die Niederlande flüchten. 1924 verhaftet, wurde er als Rädelsführer vom Hamburger Landgericht zu vier Jahren Festungshaft in Gollnow verurteilt. Nachdem er 1927 vorzeitig entlassen worden war, wurde er im selben Jahr zunächst in die Bergedorfer Bürgervertretung gewählt und gehörte anfangs als Nachrücker, seit 1928 als gewähltes Mitglied der Hamburgischen Bürgerschaft an. Er wurde Mitglied der Bezirksleitung Wasserkante der KPD und nahm eine führende Position im Rotfrontkämpferbund ein.

## Ermordung

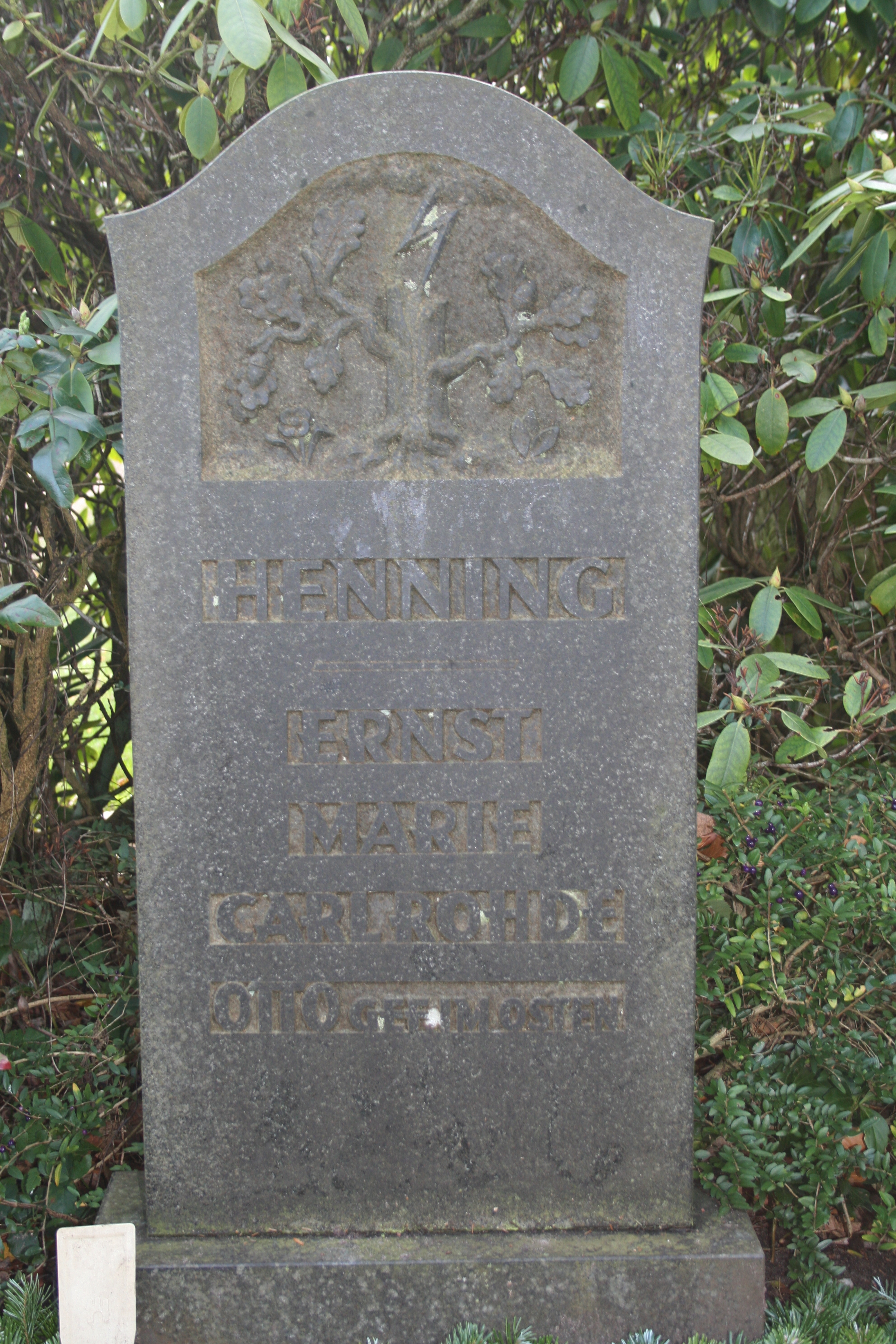
Urnengrab von Ernst und Marie Henning auf dem Bergedorfer Friedhof

Auf dem Rückweg von einer KPD-Veranstaltung in Kirchwerder am Abend des 14. März 1931, wo Henning in Vertretung seines Fraktionskollegen Etkar André referiert hatte, wurde Henning zusammen mit seinem Begleiter und Genossen Louis Cahnbley im Bus von mehreren SA-Männern, die Cahnbley zunächst für André hielten, angegriffen. Von mehreren Pistolenkugeln getroffen, brach Henning zusammen und starb sofort. Cahnbley wurde am Auge verletzt, das später entfernt werden musste, weiterhin wurde eine zufällig anwesende Berufsschullehrerin von einer Kugel getroffen.
Am 18. März 1931 kam es während der ersten Bürgerschaftssitzung nach dem Mord zu Auseinandersetzungen, zwei NSDAP-Abgeordnete wurden dabei verletzt, die zehn anwesenden KPD-Abgeordneten vom Bürgerschaftspräsidium für einen Monat von den Sitzungen ausgeschlossen.
Am 21. März versammelten sich anlässlich der Überführung seines Leichnams 35.000 Menschen um die Leichenhalle im Stadtteil Winterhude, wo der Leichnam aufgebahrt worden war und geleiteten den Sarg in einer Demonstration zum Krematorium auf dem Friedhof Ohlsdorf. Hier hielt u. a. Ernst Thälmann eine Gedenkrede. Bei anschließenden Demonstrationen im Stadtteil Barmbek kam es zu Auseinandersetzungen mit der Polizei, ein Mensch wurde von einer Polizeikugel getötet.
Nach Hennings Einäscherung wurde seine Urne trotz Demonstrationsverbots von Tausenden zum Friedhof Bergedorf geleitet. Die Trauerrede hielt der Widerstandskämpfer Carl Boldt, der 1945 nach seiner Inhaftierung im KZ Neuengamme und der Lagerräumung auf der Cap Arcona starb.
Ernst Hennings Witwe, Marie Henning, wurde im September 1931 in die Hamburgische Bürgerschaft gewählt.

## Gerichtliches Nachspiel
Am 3. November 1931 begann der Prozess gegen drei des Mordes verdächtigte SA-Männer vor dem Hamburger Schwurgericht. Offiziell distanzierten sich NSDAP und SA von der in weiten Teilen der Öffentlichkeit als geplanter Mordanschlag eingeschätzten Tat. Dennoch beauftragte Hitler seinen Vertrauten Hans Frank mit der Verteidigung der Angeklagten. Der SA-Mann und ehemalige Polizist Albert Jensen (der die Schüsse zugegeben hatte) und Hans Höckmeier wurden wegen Totschlags zu sieben Jahren, der SA-Scharführer Otto Bammel zu sechs Jahren Zuchthaus verurteilt. Alle drei wurden nach der „Machtübernahme“ der NSDAP am 9. März 1933 begnadigt, freigelassen und erhielten leitende und gut bezahlte Tätigkeiten in der Gesellschaft und der Wirtschaft.
Nach der Befreiung 1945 mussten die Täter den Rest ihrer Strafe verbüßen.

## Gedenken

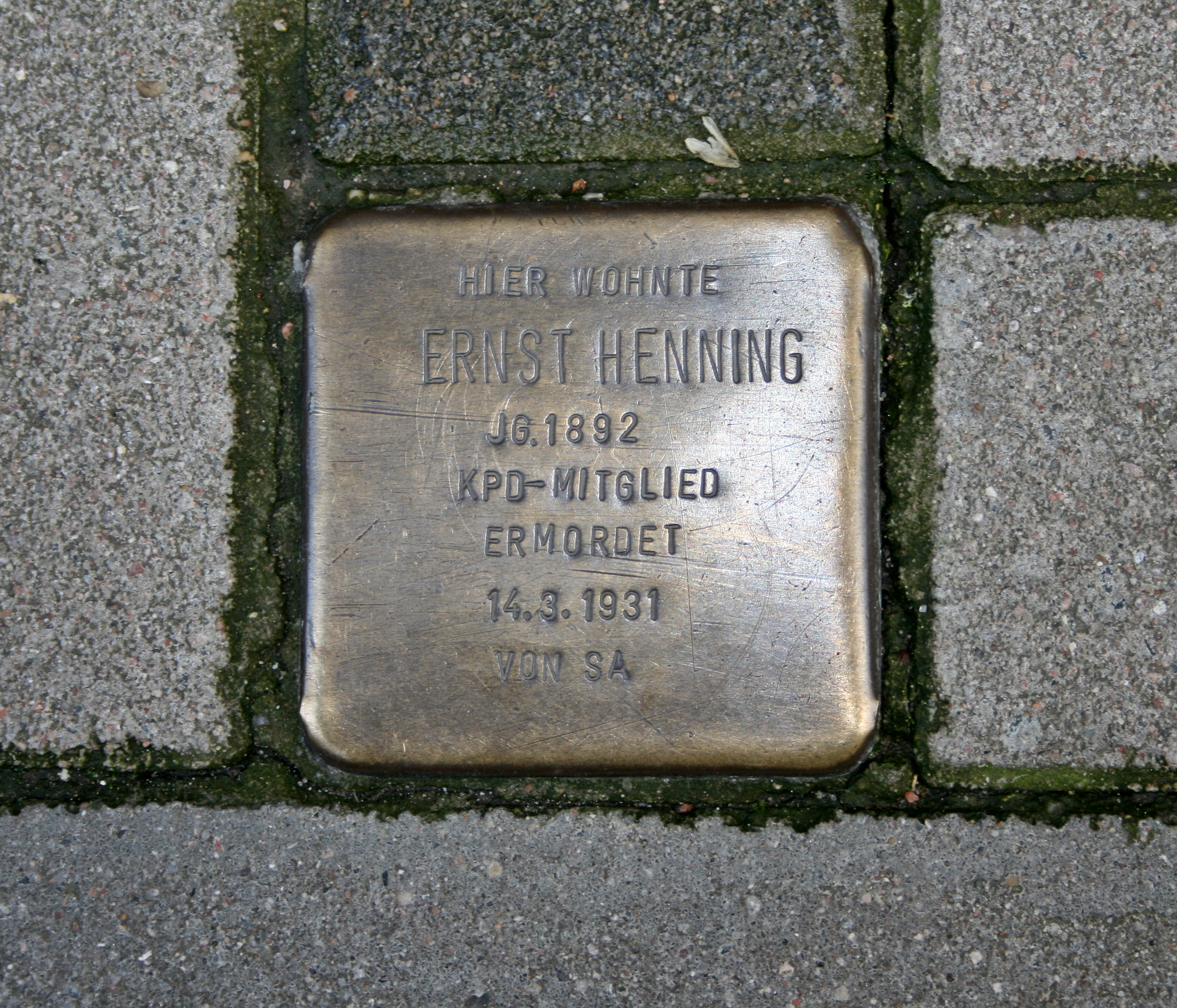
Stolperstein für Ernst Henning in Hamburg-Bergedorf, Hassestraße 11

- Die Ernst-Henning-Straße[5] in Hamburg-Bergedorf ist nach Ernst Henning benannt. Hier steht auch die Schule Ernst-Henning-Straße.
- Vor Hennings letztem Wohnsitz in der Bergedorfer Hassestraße wurde im Jahr 2001 von Gunter Demnig ein Stolperstein[6] verlegt.
- Vor dem Hamburger Rathaus wurden 2012 Stolpersteine für die ermordeten Mitglieder der Hamburgischen Bürgerschaft, darunter auch für Ernst Henning,[7] von Gunter Demnig verlegt.